# Campeonato Maranhense de Futebol de 1950
O Campeonato Maranhense de Futebol de 1950 foi a 29º edição da divisão principal do campeonato estadual do Maranhão. O campeão foi o Moto Club que conquistou seu 7º título na história da competição. O artilheiro do campeonato foi Galego, jogador do Moto Club, com 8 gols marcados.

## Premiação
| Campeonato Maranhense de 1950 |
| São Luís                      |
| ----------------------------- |
| Moto Club Campeão (7º título) |